# ハビエル・マグロ・マティージャ
マティージャ (Matilla) こと、ハビエル・マグロ・マティージャ（Javier Magro Matilla、1988年8月16日 - ）は、スペイン・カスティーリャ・ラ・マンチャ州トレド県出身のサッカー選手。アリス・テッサロニキ所属。ポジションはミッドフィールダー（センターハーフ）。
しばしば、プレースタイルがシャビ・エルナンデスと比較される。

## 経歴
アルバセテ・バロンピエの下部組織からビジャレアルCFの下部組織に移り、2007年にセグンダ・ディビシオンB（3部）のビジャレアルCF Bの試合に初出場した。2009年4月4日、UDアルメリア戦でトップチームデビューした。2009年12月、プレミアリーグのマンチェスター・ユナイテッドFCがマティージャに興味を示していると報道された。2010年2月25日、イギリスのスポーツ紙によって将来有望な若手選手10傑に選出された。
2011年夏にレアル・ベティスへ移籍。翌年、レアル・ムルシアへ期限付き移籍。
2016年07月6日、エルチェCFへ移籍。エルチェがセグンダ・ディビシオンBに降格した後は6か月間無所属の状態が続いたが、2018年にジムナスティック・タラゴナに移籍した。
2018年7月10日、ギリシャのアリス・テッサロニキに移籍した。